# Mara (Region)
Mara ist eine der 31 Regionen von Tansania mit der Hauptstadt Musoma. Die Region umfasst 30.150 km² wovon 10.854 km² auf Wasserflächen entfallen und hat rund 2,4 Millionen Einwohner (Volkszählung 2022). Der wichtigste Wirtschaftszweig ist die Landwirtschaft. Sie beschäftigt etwa 80 Prozent der Bevölkerung und trägt 60 Prozent zum Bruttoinlandsprodukt bei. Die wichtigsten Anbauprodukte sind Baumwolle, Kaffee, Sonnenblumen und Maniok. In Mara liegt das Weltnaturerbe Serengeti, das vor allem wegen der jährlichen Wanderung von 1,5 Millionen Gnus und 250.000 Zebras bekannt ist. Außerdem hat der Bezirk Anteil am Victoriasee.

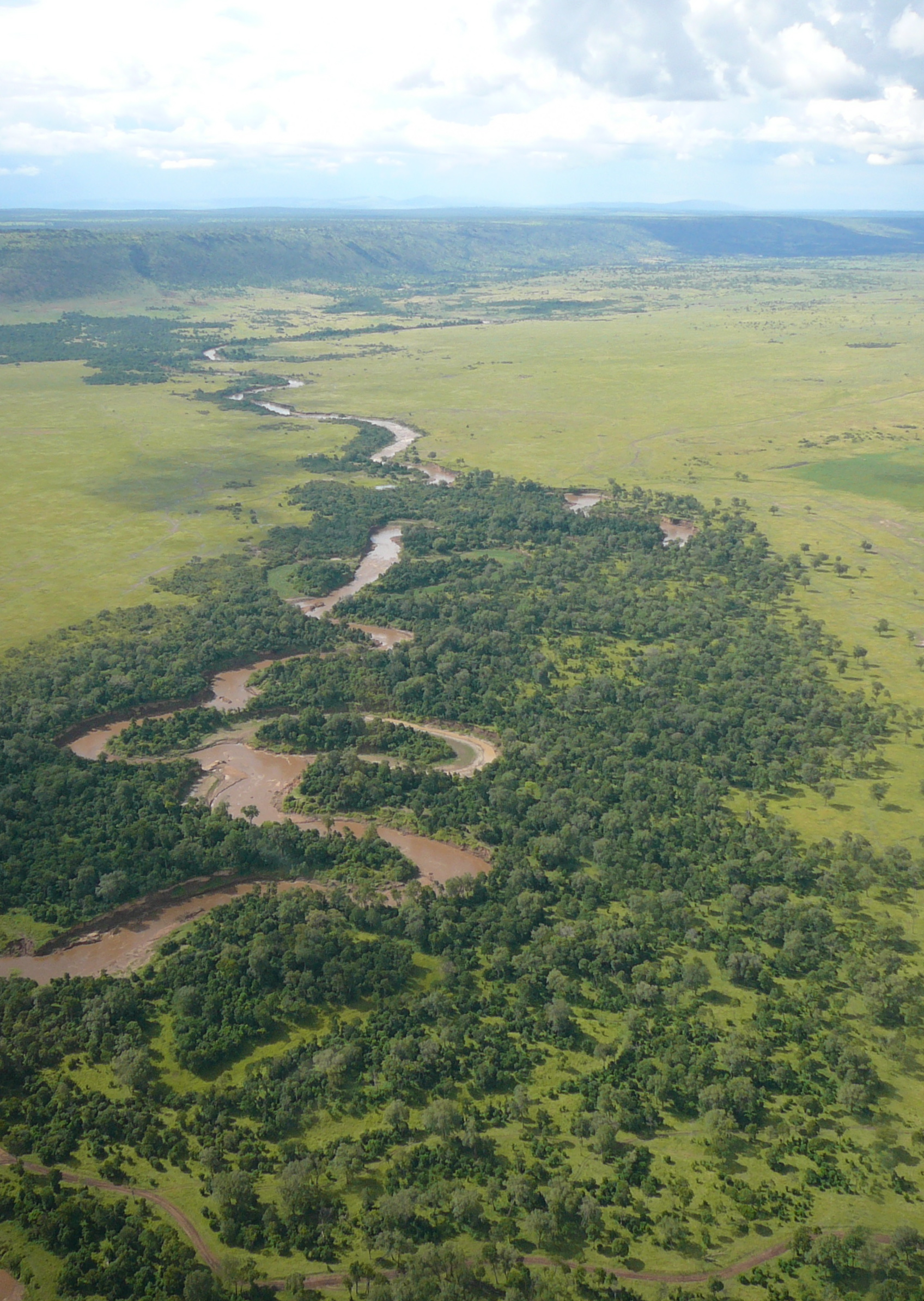
Der Fluss Mara (Luftaufnahme)

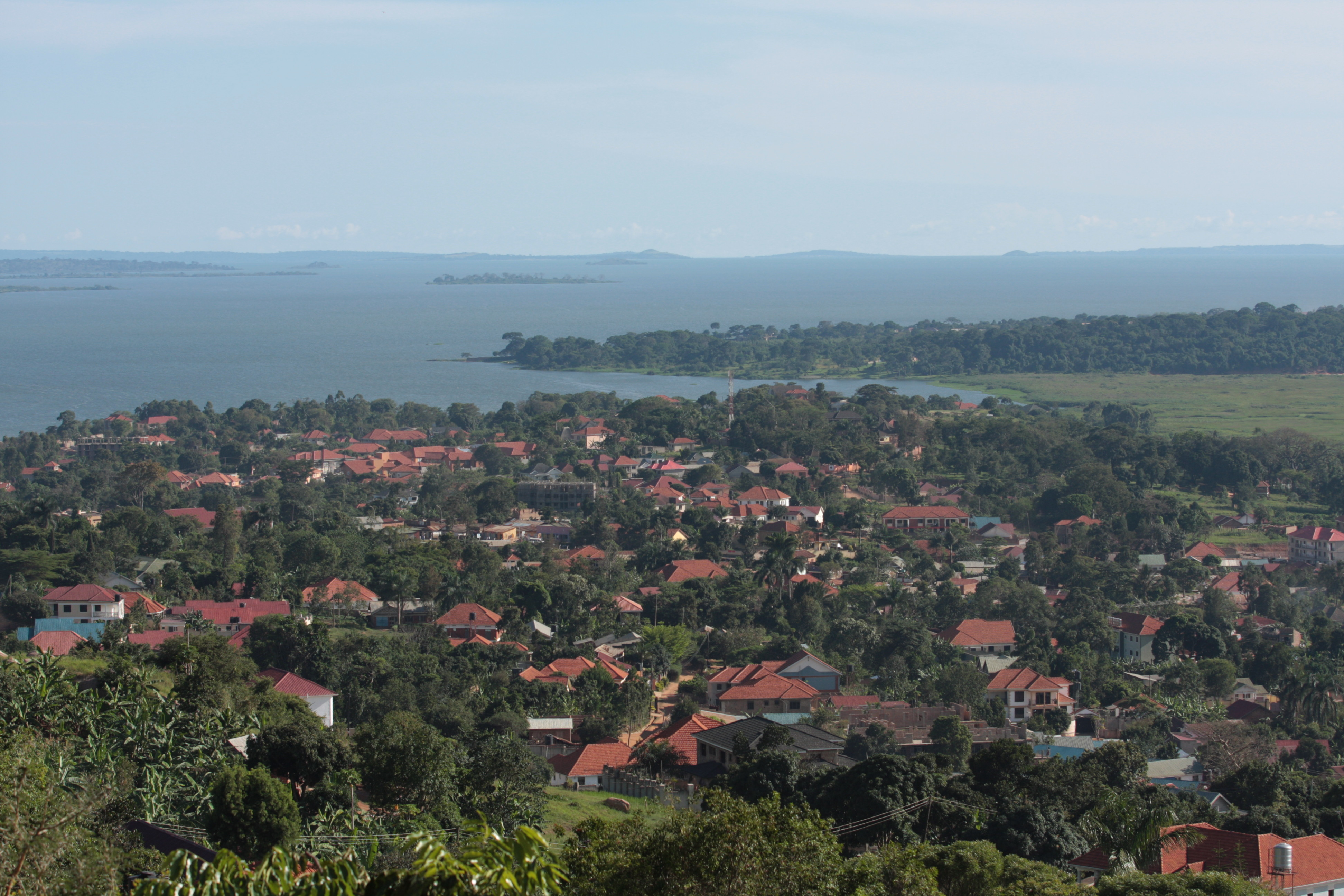
Viktoriasee bei Musoma

## Geographie
Mara liegt im Norden von Tansania und der Name ist vom gleichnamigen Fluss Mara abgeleitet. Dieser entspringt in Kenia, durchfließt die Region von Ost nach West und in mündet in den Viktoriasee.
Mara hat kurze Niederschläge zwischen September und Januar, eine lange Regenzeit von Februar bis Juni und dazwischen zwei Trockenzeiten. Die geographische Höhe fällt von Osten nach Westen hin ab:
- Hochland: Das Tarim-Hochland im Osten liegt 1500 bis 1800 über dem Meeresspiegel. In den zwei Regenzeiten fallen jährliche Niederschläge von etwa 1500 Millimeter.
- Hügelland: Es schließt westlich an das Hochland an hat weite Wiesen mit einem durchschnittlichen Niederschlag von 1000 Millimetern im Jahr.
- Seezone: Sie liegt entlang des Victoriasees etwa 10 bis 15 km weit in das Landesinnere in 1100 bis 1200 Meter Seehöhe und hat Niederschläge von 700 Millimeter im Jahr.[6]

Nach der effektiven Klimaklassifikation hat Mara hauptsächlich tropisches Savannenklima (Aw).
|                        | Jan  | Feb  | Mär  | Apr  | Mai | Jun  | Jul  | Aug  | Sep  | Okt  | Nov  | Dez  |   |      |
| Mittl. Temperatur (°C) | 23,2 | 23,6 | 23,5 | 23,1 | 23  | 22,4 | 22,1 | 22,4 | 23,1 | 23,8 | 23,3 | 23,1 | ⌀ | 23   |
| Mittl. Tagesmax. (°C)  | 28   | 28,5 | 28,5 | 27,9 | 28  | 27,7 | 27,5 | 27,6 | 28,3 | 28,9 | 28,1 | 27,8 | ⌀ | 28,1 |
| Mittl. Tagesmin. (°C)  | 18,5 | 18,7 | 18,6 | 18,3 | 18  | 17,2 | 16,8 | 17,3 | 18   | 18,7 | 18,6 | 18,4 | ⌀ | 18,1 |
|                        |      |      |      |      |     |      |      |      |      |      |      |      |   |      |
| Niederschlag (mm)      | 63   | 77   | 125  | 185  | 117 | 27   | 18   | 18   | 34   | 59   | 115  | 82   | Σ | 920  |

| 18,5 |

| 18,7 |

| 18,6 |

| 18,3 |

| 18 |

| 17,2 |

| 16,8 |

| 17,3 |

| 18 |

| 18,7 |

| 18,6 |

| 18,4 |

| 18,5 |

| 18,7 |

| 18,6 |

| 18,3 |

| 18 |

| 17,2 |

| 16,8 |

| 17,3 |

| 18 |

| 18,7 |

| 18,6 |

| 18,4 |

### Nachbarregionen
Mara grenzt im Nordosten an die Kenia, im Osten an die Region Arusha und im Süden an die Region Simiyu. Über den Viktoriasee grenzt Mara im Südwesten an die Region Mwanza, im Westen an die Region Kagera und im Norden an Uganda.
|        | Uganda                                      | Kenia  |
| Kagera | Kompassrose, die auf Nachbargemeinden zeigt | Arusha |
| Mwanza | Simiyu                                      |        |

## Geschichte
Die Region in der heutigen Form wurde im Jahr 1963 aus der ehemaligen Provinz East Lake gegründet.

## Verwaltungsgliederung
Die Region Mara wird in neun Distrikte untergliedert:
| Distrikt   | Einwohner 1988 | Einwohner 2002 | Einwohner 2012 | Einwohner 2016 | Einwohner 2022 |
| ---------- | -------------- | -------------- | -------------- | -------------- | -------------- |
| Tarime DC  | 331.790        | 273.555        | 339.693        | 299.180        | 404.848        |
| Tarime TC  | 331.790        | 273.555        | 339.693        | 75.655         | 133.043        |
| Serengeti  | 111.689        | 176.057        | 249.420        | 275.223        | 340.349        |
| Musoma DC  | 233.338        | 136.414        | 178.356        | 196.807        | 266.665        |
| Musoma MC  | 6.667          | 107.855        | 134.327        | 148.223        | 164.172        |
| Bunda DC   | 201.164        | 258.930        | 335.061        | 243.971        | 243.822        |
| Bunda TC   | 201.164        | 258.930        | 335.061        | 125.751        | 182.970        |
| Rorya DC   | n/a            | 217.176        | 265.241        | 292.680        | 354.490        |
| Butiama DC | n/a            | 193.410        | 241.732        | 266.739        | 281.656        |

## Bevölkerung
Die Bevölkerung Maras besteht aus vielen verschiedenen Ethnien, wie den Ikizu, Ikoma, Isenye, Jita, Kabwa, Kiroba, Kurya, Kwaya, Luo, Nata, Ngoreme, Ruri, Simbite, Sizaki, Sukuma, Taturo (Datoga) und Zanaki. Im Jahr 2012 waren fast fünfzig Prozent der Bevölkerung unter 15 Jahre alt und nur fünf Prozent waren älter als 60. Die Alphabetisierung beträgt 75 Prozent bei Männern und 69 Prozent bei Frauen (Stand 2012).
| - Bildung: Im Jahr 2015 gab es in der Region Mara 792 Grundschulen (davon 41 Privatschulen) und 195 weiterführende Schulen (davon wurden 32 privat geführt). Außerdem gibt es vier Kollegs zur Lehrerausbildung und eine Außenstelle der Universität Arusha, die im Jahr 2009 eröffnet wurde. Sechzig Prozent der über Fünf-Jährigen sprachen Swahili, elf Prozent Englisch und Swahili. - Gesundheit: In der Region gibt es ein Krankenhaus, 41 Gesundheitszentren und 241 Apotheken. - Wasser: Im Jahr 2015 hatten 52 Prozent der Bevölkerung Zugang zu sauberem Wasser. | Hier fehlt eine Grafik, die leider im Moment aus technischen Gründen nicht angezeigt werden kann. Wir arbeiten daran! |

## Wirtschaft und Infrastruktur
| Von den über Zehn-Jährigen waren 62 Prozent beschäftigt, zehn Prozent im Haushalt (Kochen, Hygiene, Pflege) tätig, 21 Prozent in Ausbildung, drei Prozent arbeitslos und vier Prozent nicht arbeitsfähig. Von den Beschäftigten arbeiteten 83 Prozent in der Landwirtschaft (Stand 2012). Mehr als die Hälfte der in der Landwirtschaft tätigen Haushalte betrieben Ackerbau und Viehzucht, knapp unter der Hälfte nur Ackerbau. Von Viehzucht allein lebten 0,3 Prozent. Von den 500.000 Hektar verfügbarer landwirtschaftlicher Fläche wurden etwa drei Viertel genutzt. Davon wurden 100.000 Hektar für Dauerkulturen verwendet, hauptsächlich für Kaffee und Bananen. 300.000 Hektar wurden mit einjährigen Früchten und Gemüse bebaut, 57 Prozent in der kurzen und 43 Prozent in der langen Regenzeit. Die wichtigsten Sorten waren Mais, Hirse, Knollenfrüchte (Maniok und Süßkartoffel), Ölsamen und Gemüse. An Nutztieren wurden überwiegend Rinder, Ziegen, Schafe und Hühner gehalten (Stand 2007/2008). Nur 1,3 Prozent der Haushalte leben vom Fischfang. Aber mehr als achtzig Prozent essen Fisch zumindest einmal pro Woche. | Hier fehlt eine Grafik, die leider im Moment aus technischen Gründen nicht angezeigt werden kann. Wir arbeiten daran! |

### Fischfang

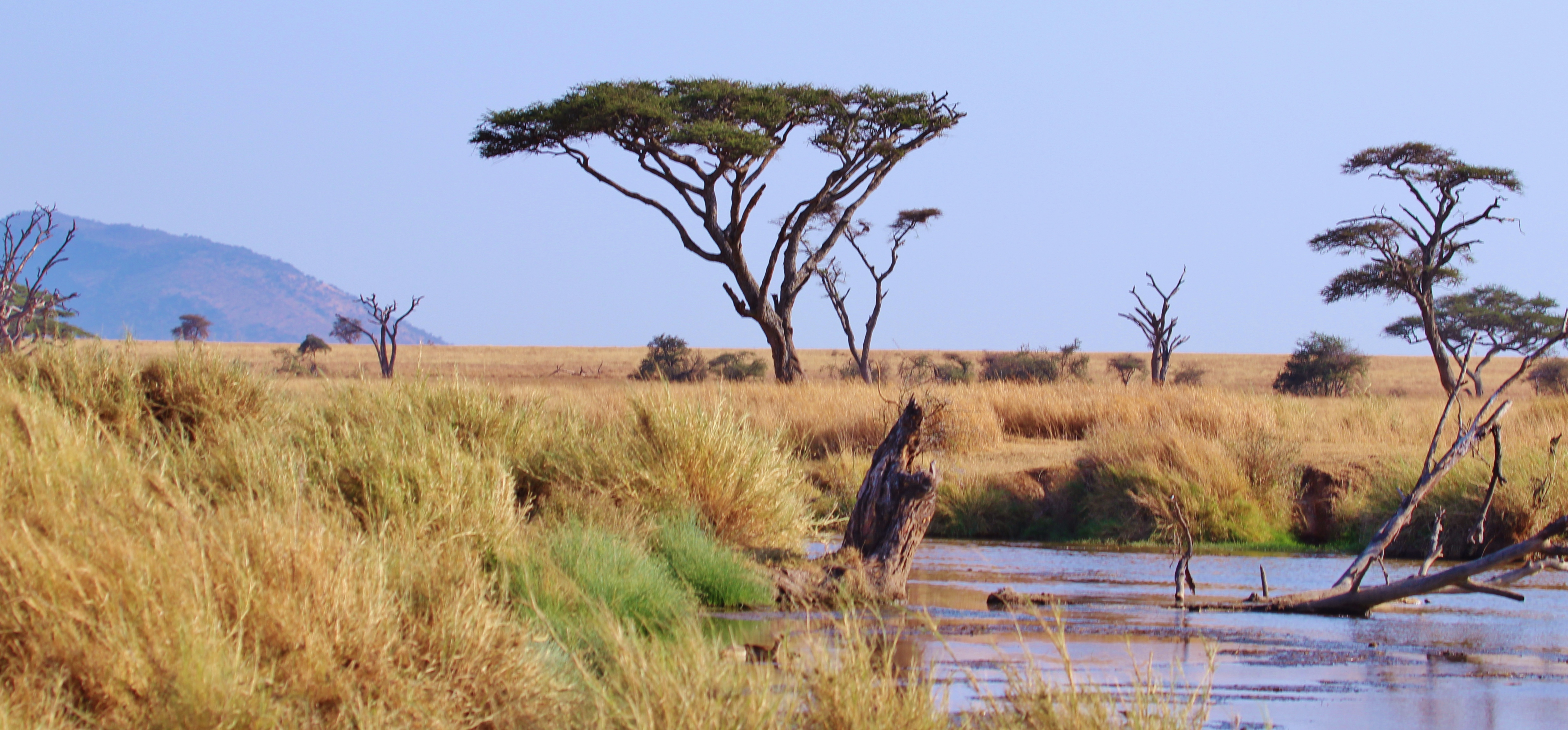
Serengeti-Nationalpark

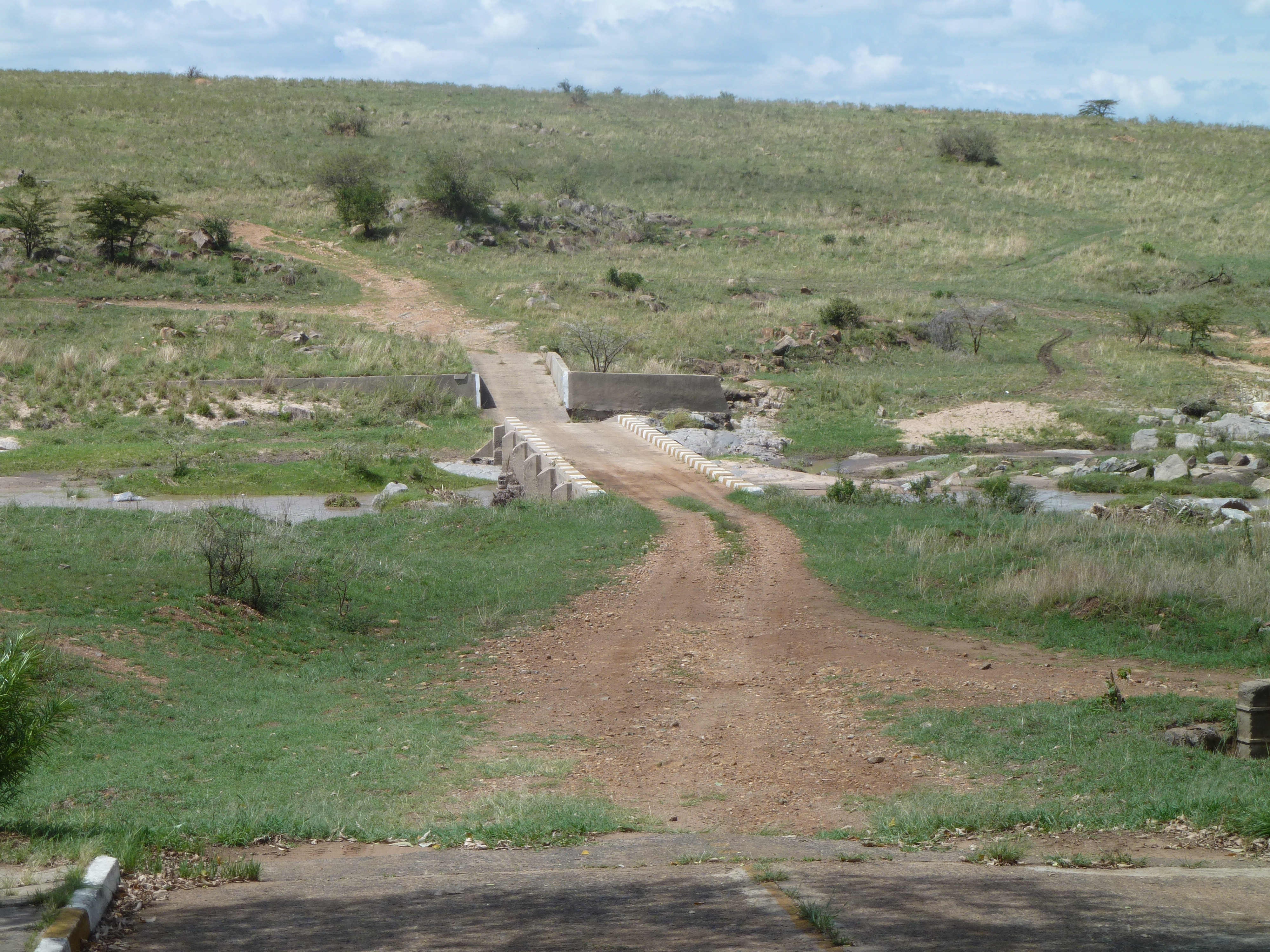
Lokale Straße über den Sand River nach Kenia

### Fremdenverkehr
Die Hauptattraktion für Touristen ist der Serengeti-Nationalpark, der jährlich von 350.000 Touristen besucht wird (Stand 2013).

### Infrastruktur
- Straße: In der Region gibt es ein Straßennetz von 5037 Kilometern. Davon sind 412 Kilometer Hauptstraßen, die etwa je zur Hälfte asphaltiert und geschottert sind. Von 862 Kilometer Regionalstraßen sind 35 Kilometer asphaltiert, der Rest ist Schotter oder Lehm (Stand 2013).[22]
- Flughafen: Der Flughafen der Hauptstadt Musoma hat eine tägliche Verbindung nach Nairobi. Er bietet Flüge zu den lokalen Flughäfen in der Serengeti und im Grumeti-Wildreservat.[23]

## Naturschutzgebiete, Sehenswürdigkeiten
- Serengeti-Nationalpark: Der Serengeti-Nationalpark wurde 1951 gegründet und 1981 zum UNESCO-Welterbe erklärt. Er ist 14.763 Quadratkilometer groß und bekannt für die jährliche Wanderung von 1.300.000 Gnus, 150.000 Gazellen und 60.000 Zebras.[24] Mit den angrenzenden Ikorongo und Grumeti Wildreservaten liegen 9452 Quadratkilometer Reservate in Mara, das ist beinahe die Hälfte seiner Landfläche.[6]
- Victoriasee: Der See ist mit 69.484 Quadratkilometer der größte See Afrikas. Er liegt 1134 Meter über dem Meer und beinhaltet über 200 Fischarten, der bekannteste ist der Tilapia.[25]
- Mwalimu-Nyerere-Butiama-Museum: Museum des ersten Präsidenten Tansanias in seiner Heimatstadt Butiama, fünfzig Kilometer südöstlich von Musoma.[26]

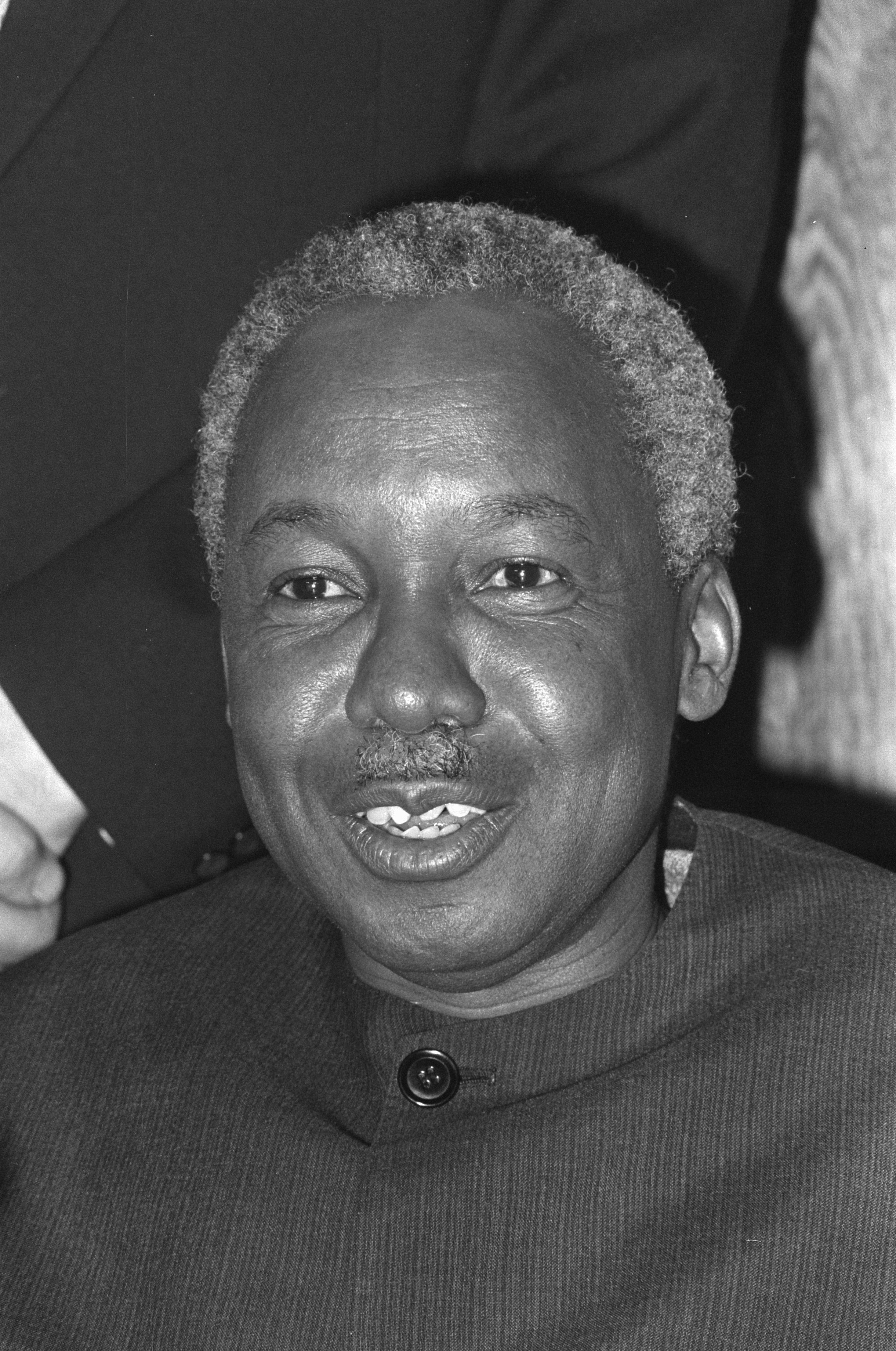
Erster Präsident Julius Nyerere

## Persönlichkeiten
- Julius Nyerere: Erster Präsident von Tansania wurde 1922 in Butiana geboren
- Joseph Sinde Warioba: Politiker
- Dickson Marwa: Langstreckenläufer